# San Miguel Achiutla
San Miguel Achiutla è un comune del Messico, situato nello stato di Oaxaca.